# Masiphya subtilipalpis
Masiphya subtilipalpis là một loài ruồi trong họ Tachinidae.